# Ausztrál kuhi
Az ausztrál kuhi (Elanus axillaris) a madarak osztályának vágómadár-alakúak (Accipitriformes) rendjébe, ezen belül a vágómadárfélék (Accipitridae) családjába tartozó faj.

## Előfordulása
Ausztrália területén honos.

## Megjelenése
Testhossza 33–38 centiméter, szárnyfesztávolsága 80–95 centiméter közötti, átlagos testtömege pedig 291 gramm. Szemei vörösek, hátoldala kékesszürke, hasi része világos, vállai és szárnyai egy része fekete.
|  |

## Életmódja
Kiemelkedő pontról, vagy a levegőből támad rágcsálókból álló táplálékára, de zsákmányol rovarokat, hüllőket, madarakat is.

## Szaporodása
A hím a levegőben táplálékkal udvarol a tojónak. Mind két nem részt vesz a nagy rendezetlen fészek építésében, melyet magas fára készítenek. Fészekalja 2-5 tojásból áll, melyen 34 napig kotlik. A fiókák még 38 napig a fészekben maradnak.